# Borysthenes nambilensis
Borysthenes nambilensis är en insektsart som beskrevs av Van Stalle 1984. Borysthenes nambilensis ingår i släktet Borysthenes och familjen kilstritar. Inga underarter finns listade i Catalogue of Life.